# Sauveur Eloheem
Sauveur Eloheem, de son vrai nom Isaiah Paul Saül Ory, né le 21 janvier 1994 aux Lilas (Seine-Saint-Denis), est un rappeur et producteur de musique français, occasionnellement écrivain. Il est originaire d'une famille de Juifs d'Europe de l'Est, aussi bien que descendant marrane. En tant qu'artiste, Sauveur a sorti trois albums et de nombreux EP. Sauveur Eloheem est également le membre fondateur du collectif et label Cuttlefish Music Empire, regroupant différents musiciens, vidéastes et auteurs.

## Biographie
Sauveur Eloheem a grandi entre l'Essonne et Paris. Il est l'auteur de récits, la plupart publiés dans la revue d'expression littéraire Le Cafard Hérétique (fondée par l'écrivain et éditeur Mike Kasprzak). Son écriture fut saluée par l'artiste underground Jean-Louis Costes qui rédigea sa préface.
Le Sauveur de son nom d'artiste fait allusion au Syndrome du Sauveur, posture avec laquelle l'artiste joue volontairement depuis un moment, autant dans certaines de ses paroles (lyrics) qu'antérieurement dans sa communication. Elohim est l'une des appellations de Dieu en hébreu, signifiant littéralement « Le Puissant ».
La musique de Sauveur Eloheem oscille entre la hard trap, l'emo-rap, l'abstract hip-hop, et l'horrorcore, avec une atmosphère sombre et mélancolique prédominante.
Ses paroles sont très souvent crues, pessimistes, et outrancières,, il est fréquemment question de name-dropping, de diverses références - parfois occultes ou ésotériques. Les films d'horreur, et plus particulièrement italiens de années 1970 - sont souvent évoqués ; ceux-ci étant l'une des passions d’Eloheem
Sauveur Eloheem figure, selon Rapsodie (l'institut data du rap francophone), parmi les quatre rappeurs français établis les plus productifs (78 morceaux) de l'année 2020.
Il est notable de préciser que Sauveur Eloheem assure la quasi-totalité de la création de ses pochettes d'albums et EP, ainsi que la totalité du mixage de son œuvre musicale.
Parallèlement à sa carrière artistique, l'intéressé assure une carrière journalistique sérieuse. Il est notamment le co-auteur de l'article « La dérive antisémite de Freeze Corleone » publié par le média Urban Tracks en 2019. Ces écrits sont signés sous l'alias Big Bob Carter. Il a notamment interviewés les artistes controversés Necro et Johann Zarca. Sauveur Eloheem commença sa carrière de journaliste dès ses douze ans pour le média cinéma Oh My Gore !. Il est nommé rédacteur en chef du média Urban Tracks en décembre 2022. Eloheem rédige également pour le média anglophone Hell Sinky.
Aussi, l'artiste est-il mentionné parmi les personnalités publiques ayant habité dans la commune essonnienne de Vert-le-Grand où il vécut ses douze premières années.

## Collaborations notables
En 2017, après être entré en communication à distance avec le rappeur américain Cage (Chris Palko), Sauveur lui envoie trois de ses titres. Cage est séduit par la musique de Sauveur. Un featuring nommé Dead Souls se fera à distance.
En 2019, Sauveur collabore avec Goretex (alias Lord Goat) du groupe de rap américain Non Phixion pour un titre intitulé Possessed.
Le 1er décembre 2020, la marque de vêtements d'inspiration marine Brigand des Mers publie une publicité sur Instagram au texte rédigé et narré par Sauveur Eloheem.
En février 2021, Sauveur Eloheem dévoile Real Headz, un titre en collaboration avec le rappeur new yorkais Tragedy Khadafi. Les deux rappeurs ont renouvelé une collaboration en juin 2025 intitulée Honororium.
Le 20 septembre 2023 sort une collaboration entre Sauveur et le rappeur américain Chino XL, intitulée Lucio Fulci

## Discographie

### Albums
- The Dead Tape, Pt. III (2020)
- Haine et Beauté (2023)
- La Chiesa (2023)

### EP
- Le Panthéon des Pensées Sombres (2016)
- Moloko Vellocet (2020)

- D'autres mauvais sentiments (2021)
- Barney (2025)
- Hip-Hop Keanu Reeves (2025)
- Larme de Sang (2025)
- Christ (2025)
- Caravaggio (2025)
- Caravaggio, Pt. III (2025)
- Caravaggio, Pt. IV (2025)
- Caravaggio, Pt. V (2025)
- Près des Corbeaux (2025)
- RIOT (2025)
- Dexter Morgan (2025)
- La Cité de Dieu (2025)
- RUN RABBIT RUN (2025)
- Masao Kakihara (2025)
- Rouge Profond (2025)
- 21 Mike (2025)
- Le Squelette Fume (2025)
- Le Syndrome de Stendhal (2025)
- Nexus (2025)